# Modèle de convention de l'OCDE sur l'échange de renseignements en matière fiscale

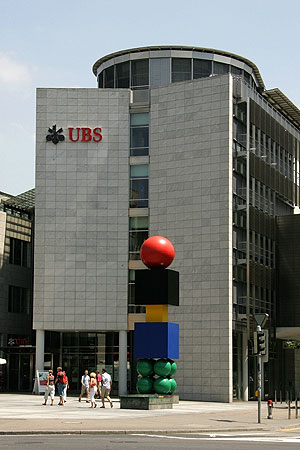
Succursale d'UBS à Zoug, Suisse. Zoug est connu pour être une étape du « sandwich néerlandais »; par ailleurs, UBS a été poursuivie par le gouvernement des États-Unis pour avoir favorisé la fraude fiscale de citoyens américains, avant d'arriver à un accord à l'amiable avec l'Internal Revenue Service en juillet 2009,,, accord suspendu en janvier 2010.

Le modèle de convention de l'OCDE sur l'échange de renseignements en matière fiscale a été mis en place en 2005 afin de limiter le secret bancaire et de favoriser la coopération internationale contre l'évasion fiscale.
Selon l'OCDE, la mise en œuvre de ces standards internationaux d'EAR (échange automatique de renseignements) a été considéré comme objectif important par les principales puissances (notamment le G20), à la suite, notamment, de la crise financière issue des subprimes et aux « récents scandales liés à la fraude fiscale ». Il s'agit de standardiser l'EAI (Échange Automatique d’Informations relatives aux comptes financiers en matière fiscale), en anglais AEOI (Automatic Exchange of Information).

## Précédents, contexte et objectifs
L'OCDE s'était déjà mise d'accord sur des déclarations de lutte contre la fraude fiscale, notamment par une recommandation du 21 septembre 1977 qui avait invité les États-membres à renforcer leurs pouvoirs de prévention et de détection de la fraude et de l’évasion fiscales et à favoriser l'échange de renseignements dans le cadre d’accords internationaux.
Ce Modèle de Convention, élaboré avant l'éclatement de la crise des subprimes, a bénéficié de l'appui du G20 à la suite de la crise pour sa mise en œuvre. Il vise notamment à lutter contre la fraude et l'évasion fiscale, considérée comme un problème pour le budget de l'État. Les paradis fiscaux sont particulièrement visés par l'OCDE, qui déclarait en 2010:
« §1. L’évasion et la fraude fiscales mettent en péril les recettes des États du monde entier. Aux États-Unis, le Sénat estime à 100 milliards USD par an le manque à gagner imputable à l’évasion et à la fraude fiscales et dans un grand nombre de pays d’Europe, les recettes perdues se chiffrent en milliards d’euros. Le phénomène se traduit par une contraction des ressources disponibles pour financer les infrastructures et influe sur les conditions de vie de tous, tant dans les économies développées que dans les économies en développement. [...]

§20. Les données relatives aux recettes perdues par les pays en développement du fait du non-respect de la discipline fiscale par les centres extraterritoriaux manquent de fiabilité, mais selon la plupart des estimations, ces recettes perdues dépassent de loin le niveau de l’aide reçue par les pays en développement pour s’établir aux alentours de 100 milliards USD chaque année. »

## Convention
Le Modèle de Convention préconise notamment de favoriser l'accès des autorités fiscales d'un pays aux données bancaires en dehors du strict cadre de la procédure pénale.
Ces normes exigent notamment:
- l’échange, sur demande, de renseignements « vraisemblablement pertinents » pour l’administration ou l’application de la législation interne du cosignataire. Ceci exclut notamment la « pêche au renseignement » ou data-mining.
- l’absence de restrictions à l’échange de renseignements motivées par le secret bancaire ou par des exigences tenant à l’intérêt fiscal national.
- la possibilité d’accéder à des renseignements fiables et l’utilisation des pouvoirs permettant de les obtenir.
- le respect des droits des contribuables.
- le strict respect de la confidentialité des renseignements échangés.

## Procédure d'adoption

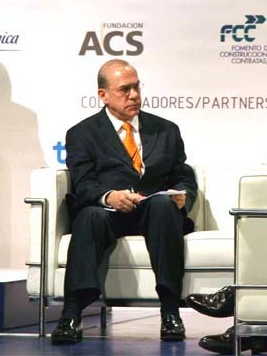
Le secrétaire général de l'OCDE depuis 2006, José Angel Gurria, ex-ministre des Finances du Mexique.

Ce Modèle de Convention fiscale fut approuvé au G20 de Berlin de 2004 puis, en octobre 2008, par le Comité d'experts de l'ONU sur la coopération internationale en matière fiscale,.
Il fut à nouveau réaffirmé par le Forum mondial sur la transparence et l’échange de renseignements réuni à Mexico le 1er et 2 septembre 2009, peu avant le G20 de Pittsburgh de septembre 2009, qui réunissait 178 délégués de 70 juridictions et organisations internationales.  
Angel Gurría, le secrétaire général de l'OCDE, déclarait alors : 
«  nous  assistons à rien de moins qu’une révolution. En s’attaquant aux défis posés par le côté obscur des systèmes fiscaux, la campagne en faveur d’une transparence fiscale mondiale est en plein essor. Nous nous sommes dotés des moyens institutionnels de poursuivre cette campagne. Face à la crise, l’opinion publique internationale attend beaucoup et ne tolérera aucun écart ; nous devons nous montrer à la hauteur de ces attentes. »
En 2009, près de 200 accords d'échanges de renseignements fiscaux ont été signés et 110 conventions fiscales visant à éviter la double imposition ont été alignés sur la norme du modèle. Les 4 pays de l'OCDE qui s'étaient opposés à l'article 26 de la Convention, approuvée par les Nations unies (la Suisse, l'Autriche, la Belgique et le Luxembourg), ont levé en 2009 leurs restrictions.
L'OCDE fait de l'implémentation de cette convention un élément de ses négociations avec les États candidats à l'entrée dans l'organisation, dont le Chili, la Russie, l'Estonie, Israël et la Slovénie.

## Liste noire et liste grise

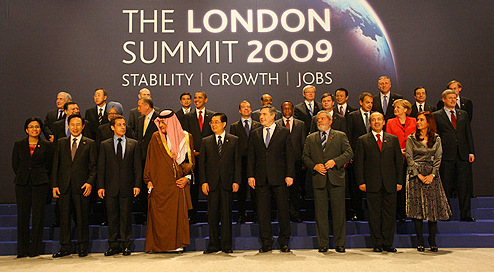
Les leaders des pays du G20, à Londres, le 2 avril 2009, à l'issue duquel une déclaration commune énonce notamment : « nous convenons... de prendre des mesures à l'encontre des juridictions non-coopératives, y compris les paradis fiscaux. Nous sommes prêts à appliquer des sanctions pour protéger nos finances publiques et les systèmes financiers. L'ère du secret bancaire est révolue. Nous notons que l'OCDE a rendu publique aujourd'hui une liste de pays évalués par le Forum mondial en fonction de la norme internationale applicable aux échanges d'informations fiscales ».

Une « liste noire » de pays a été dressée en avril 2009 à la suite de l'annonce du G20, lors du sommet de Londres du 2 avril 2009, de sanctionner ceux-ci. Rendue publique au lendemain du Sommet de Londres, celle-ci incluait le Costa Rica, la Malaisie, les Philippines et l'Uruguay, ce dernier pays passant peu après à la liste grise. Cette liste grise comprend les pays s'étant engagés à mettre en œuvre les normes de la Convention sans l'avoir encore fait. Avant que l'Uruguay n'y rentre,, elle comptait 38 pays: l'Autriche (retirée par la suite, en 2009), l'Andorre, Anguilla, Antigua-et-Barbuda, Aruba, les Bahamas, le Bahreïn, la Belgique, le Belize, les Bermudes, Brunei, les îles Caïmans, le Chili, les îles Cook, la République dominicaine, Gibraltar, la Grenade, le Guatemala, le Liberia, le Liechtenstein, les îles Marshall, le Luxembourg (retiré par la suite, en juillet 2009,), Monaco, Montserrat, Nauru, les Antilles néerlandaises, Niue, le Panama, Saint-Christophe-et-Niévès, Sainte-Lucie, Saint-Vincent-et-les-Grenadines, les Samoa, Saint-Marin, Singapour, la Suisse, les Îles Turks-et-Caïcos (associées à la Communauté européenne), Vanuatu et les îles Vierges. Hong Kong et Macao avaient échappé à l'inscription sur la liste noire en raison de négociations avec la Chine, bien que ces deux territoires s'étaient limités à des engagements. 
En septembre 2009, elle contenait encore l'Uruguay, le Chili, le Costa Rica et le Guatemala. 
Plusieurs États ont par suite été amenés à réformer leur système juridique en matière de finances. Ces mesures ont cependant été accueillies avec une certaine dose de scepticisme par certains commentateurs, dont le journaliste économique Jean-François Couvrat, Jacques Attali, Marianne ou L'Humanité . Attali déclarait ainsi, faisant d'ailleurs écho à J.-F. Couvrat:
« Les principaux lieux de la fraude fiscale et des turpitudes financières, c'est-à-dire la City et les États-Unis, resteront indemnes : personne ne parle  au G20 de remettre en cause le système du trust anglais, ou la législation fiscale du Delaware ou  du Nevada. Ni celle de Macao ou de Hong Kong. »

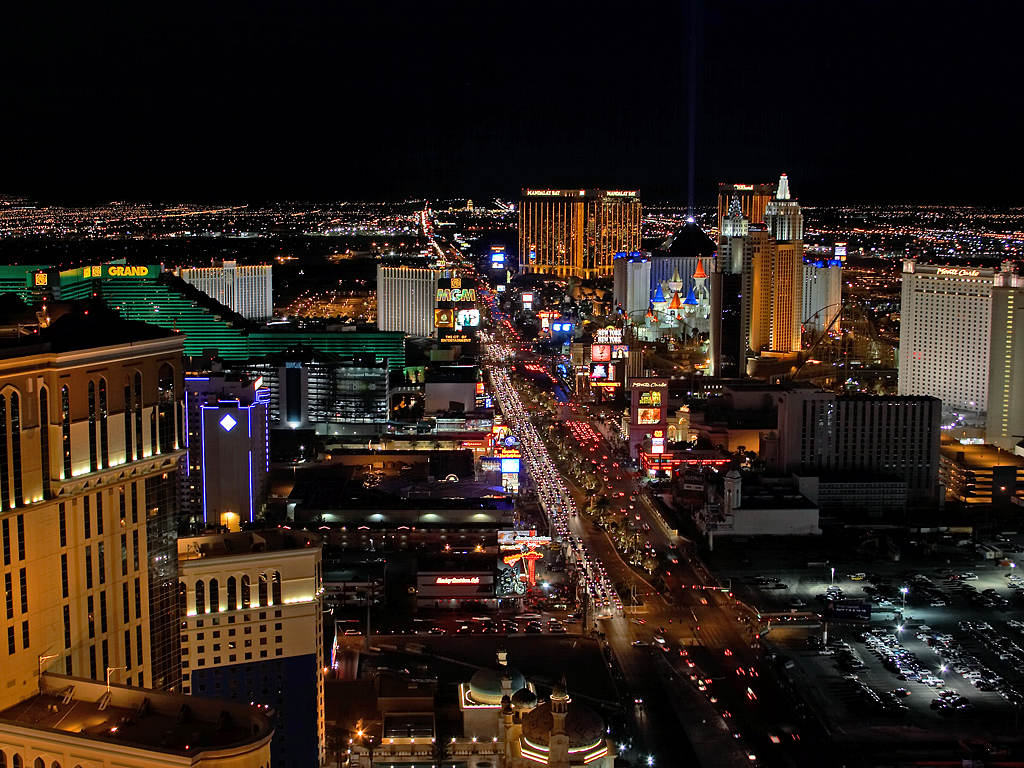
Les casinos sur le Strip à Las Vegas, capitale du Nevada, État cité par Jacques Attali en tant qu'exemple de lieu particulièrement peu regardant au niveau de la législation fiscale.

En mai 2010, tous les États s'étaient engagés, selon l'OCDE, à se mettre en règle conformément à ces standards; les « trois paradis fiscaux non coopératifs » et membres de l'OCDE qui s'opposaient à ces normes (l'Andorre, le Liechtenstein et Monaco) ont finalement baissé les armes en avril 2009. Aucun État n'est donc sur la liste noire, mais un certain nombre sont encore sur la liste grise, s'étant engagés à réformer leurs normes sans l'avoir encore fait.
En mai 2010, celle-ci incluait le Bélize, les îles Cook, le Liberia, les îles Marshall, Montserrat, Nauru, Niue, Panama, Vanuatu, le Brunei, le Costa Rica, l'Uruguay, le Guatemala et les Philippines.
Après le Chili de Michelle Bachelet (loi de décembre 2009), en mai 2010 le gouvernement de l'Uruguay annonçait le dépôt d'un projet de loi devant limiter le secret bancaire conformément à ces standards internationaux.
En octobre 2018, l'efficacité de l'OCDE est remise en question lorsqu'éclate l'affaire des CumEx Files qui affecte plusieurs pays européens et que l'Allemagne aurait pu désamorcer depuis 2012.

## Participants

### Pays signataires de la convention
Au 15 octobre 2013 les 58 pays signataires de la « Convention multilatérale concernant l’assistance administrative mutuelle en matière fiscale » sont les suivants :
- En Europe :  Albanie,  Allemagne,  Autriche,  Belgique,  Croatie,  Danemark,  Espagne,  Estonie,  Finlande,  France,  Grèce,  Irlande,  Islande,  Italie,  Lettonie,  Lituanie,  Luxembourg,  Malte,  Moldavie,  Norvège,  Pays-Bas,  Pologne,  Portugal,  Slovaquie,  République tchèque,  Roumanie,  Royaume-Uni,  Slovénie,  Suède,  Suisse, Ukraine
- Hors Europe :  Afrique du Sud,  Arabie saoudite,  Argentine,  Australie,  Azerbaïdjan,  Belize,  Brésil,   Canada,  Chine,  Colombie,  Corée du Sud,  Costa Rica,  États-Unis,  Fédération de Russie,  Géorgie,  Ghana,  Guatemala,  Inde,  Indonésie,  Japon,  Maroc,  Mexique,  Nigeria,  Nouvelle-Zélande,  Singapour,  Tunisie,  Turquie.

Le 28-29 octobre 2014, le 7e Forum mondial sur la transparence et l'échange de renseignements à des fins fiscales s'est tenu à Berlin : l'engagement de mettre en place l'EAI d'ici 2017-2018 a été signé la totalité des pays du G20 et de l'OCDE. Toutes les juridictions se sont engagées à appliquer le nouveau standard à l’exception du  Bahreïn, des  Îles Cook, du  Nauru, du  Panama et du  Vanuatu,,. Ces cinq États s'y sont finalement engagés en 2016.
À novembre 2018, les États suivants n'ont toujours pas précisé quand ils mettront en place l'EAI : 
- En Europe :  Macédoine,  Moldavie,  Monténégro,  Serbie,  Ukraine.
- Hors Europe :  Arménie,  Bénin,  Botswana,  Burkina Faso,  Cambodge,  Cameroun,  Tchad,  Côte d'Ivoire,  Djibouti,  République dominicaine,  Équateur,  Égypte,  Salvador,  Gabon,  Géorgie,  Guatemala,  Guyana,  Haïti,  Jamaïque,  Kenya,  Lesotho,  Liberia,  Madagascar,  Mauritanie,  Mongolie,  Maroc,  Niger,  Papouasie-Nouvelle-Guinée,  Paraguay,  Philippines,  Rwanda,  Sénégal,  Tanzanie,  Thaïlande,  Togo,  Tunisie,  Ouganda.

### Mise en place de l'EAI
La mise en place de l'EAI dans chacun des pays signataires s'effectue de manière progressive : elle a débuté dans 37 pays (essentiellement européens) en 2017 puis dans 48 en 2018 :

## En 2017
- En Europe :  Allemagne,  Belgique,  Bulgarie,  Chypre,  Croatie,  Danemark (dont Îles Féroé),  Espagne,  Estonie,  Finlande,  France,  Hongrie,  Grèce,  Irlande,  Islande,  Italie,  Lettonie,  Liechtenstein,  Lituanie,  Luxembourg,  Malte,  Norvège,  Pays-Bas (dont Antilles néerlandaises) ,  Pologne,  Portugal,  Roumanie,  Royaume-Uni (dont Île de Man, Jersey, Guernesey, Gibraltar, Îles Vierges britanniques, Îles Caïmans, Anguilla, Montserrat, Îles Turks-et-Caïcos, Bermudes),  Saint-Marin,  Slovaquie,  Slovénie,  Suède,  Tchéquie.
- Hors Europe :  Afrique du Sud,  Argentine,  Colombie,  Corée du Sud,  Inde,  Mexique,  Seychelles.

## En 2018
- En Europe :  Andorre,  Autriche,  Danemark (Groenland),  Pays-Bas (Aruba, Curaçao, Saint-Martin),  Suisse.
- Hors Europe :  Antigua-et-Barbuda,  Australie,  Azerbaïdjan,  Bahamas,  Bahreïn,  Barbade,  Belize,  Brésil,  Brunei,  Canada,  Chili,  Chine (dont Hong Kong, Macao) ,  Îles Cook,  Costa Rica,  Dominique,  Grenade,  Indonésie,  Israël,  Japon,  Koweït,  Liban,  Malaisie,  Îles Marshall,  Maurice,  Monaco,  Nauru,  Nouvelle-Zélande,  Niue,  Pakistan,  Panama,  Qatar,  Russie,  Saint-Christophe-et-Niévès,  Sainte-Lucie,  Saint-Vincent-et-les-Grenadines,  Samoa,  Arabie saoudite,  Singapour,  Trinité-et-Tobago,  Turquie,  Émirats arabes unis,  Uruguay,  Vanuatu.

## En 2019
- En Europe :
- Hors Europe :  Ghana,  Nigeria.

## En 2020
- En Europe :  Albanie.
- Hors Europe :  Kazakhstan,  Maldives,  Oman,  Pérou.